# 아사이 아야카
아사이 아야카(일본어: 朝井 彩加 あさい あやか[*], 1992년 5월 11일 ~ )는 일본의 여자 성우이다. 인텐션 소속. 시즈오카현 출신.

## 출연 작품

### 극장판 애니메이션
2023년
- 극장판 울려라! 유포니엄: 앙상블 콘테스트 (카토 아즈키)